# تشارلز دبليو. ويلارد
تشارلز دبليو. ويلارد (بالإنجليزية: Charles W. Willard)‏ هو محامي وسياسي أمريكي، ولد في 18 يونيو 1827 في الولايات المتحدة، وتوفي بنفس المكان في 8 يونيو 1880. حزبياً، نشط في الحزب الجمهوري. انتخب عضو مجلس النواب الأمريكي.